# Mali kerületei
Mali kerületei az ország második szintű közigazgatási tagozódását jelentik. A cercle (kerület) az ország nyolc régiójának a közigazgatásilag kisebb egysége. Nagyjából a magyar megyéknek megfelelő közigazgatási fogalom, amely nem pontosan ugyanazt takarja, mint nálunk. Az országban 49 kerület található. 
A kerületek rendszere a legkisebb közigazgatási egység volt a francia gyarmatosítás idején, melyet az európaiak vezettek be. A kerületek számos kantonból álltak, melyek önálló falvakat foglaltak magukba. 1887-ben Bafoulablé kerület volt az első, amelyet Maliban létrehoztak. Francia Nyugat-Afrika többi országában a cercle kifejezést a függetlenség elnyerése után az országok módosították és prefektúrákra, vagy départmentekre változtatták, ám ez Maliban nem történt meg. 
1999-ben Mali több kerületében létrehozták az Arrondissement-ek rendszerét, amely a kerületeket a mi kistérségünknek, járásainknak megfelelő méretű közigazgatási egységeknek felelnek meg.

## Bamako

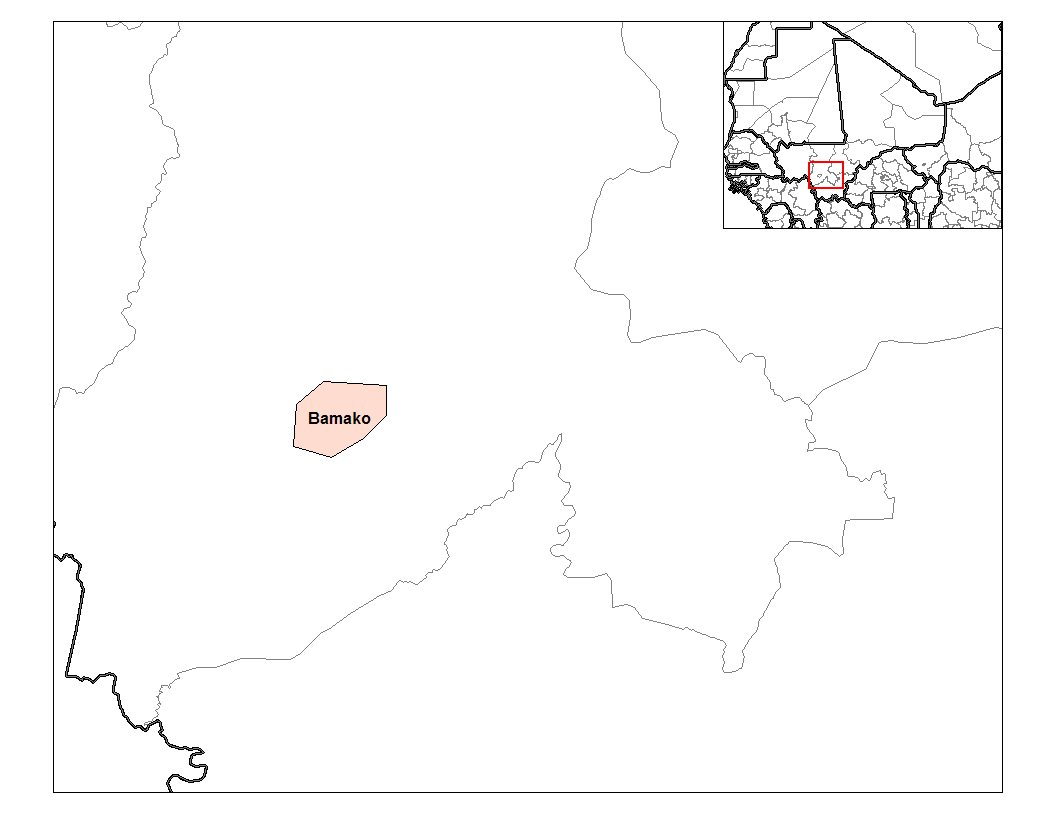
Bamako kerület

- Bamako

## Gao régió

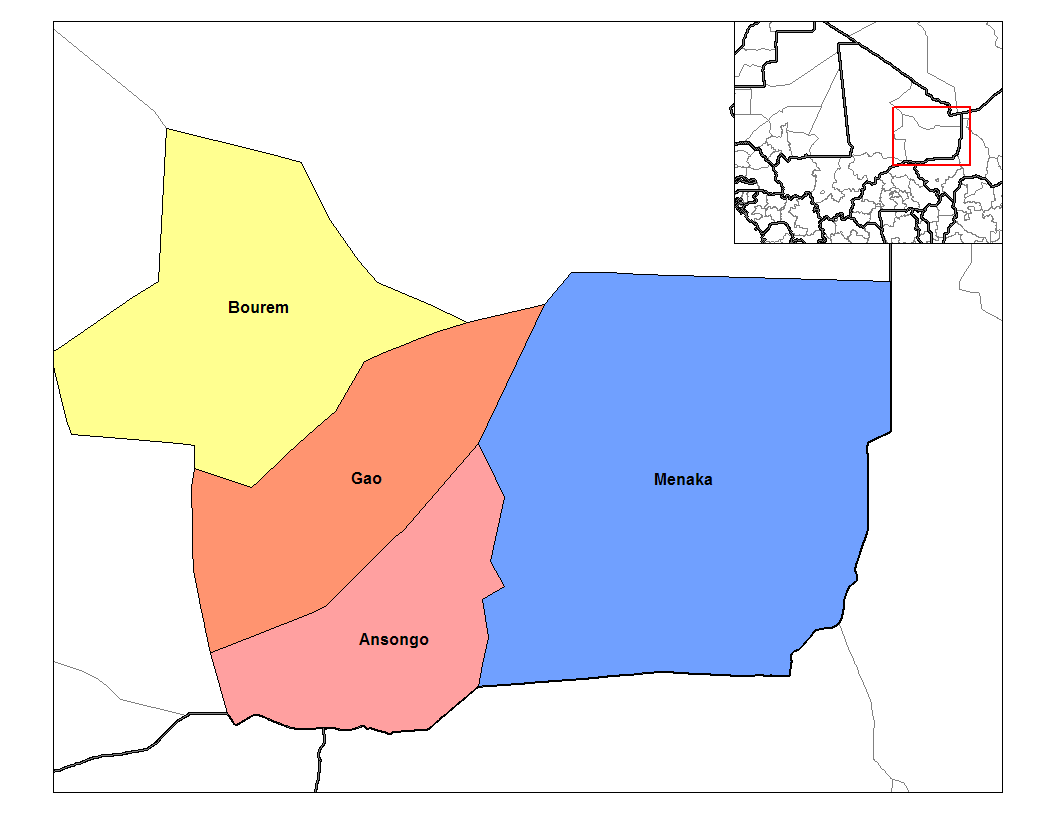
Gao régió kerületei

- Ansongo kerület
- Bourem kerület
- Gao kerület
- Menaka kerület

## Kayes régió

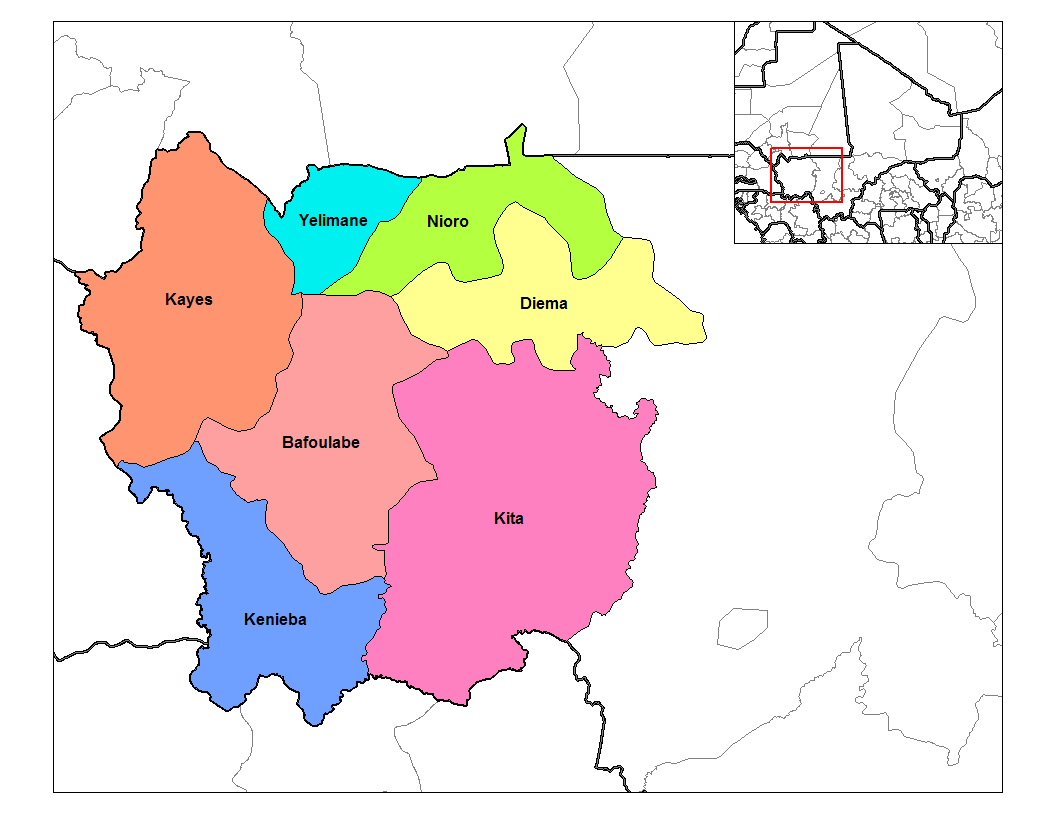
Kayes régió kerületei

- Bafoulabé kerület
- Diema kerület
- Kita kerület
- Kéniéba kerület
- Kayes kerület
- Nioro du Sahel kerület
- Yélimané kerület

## Kidal régió

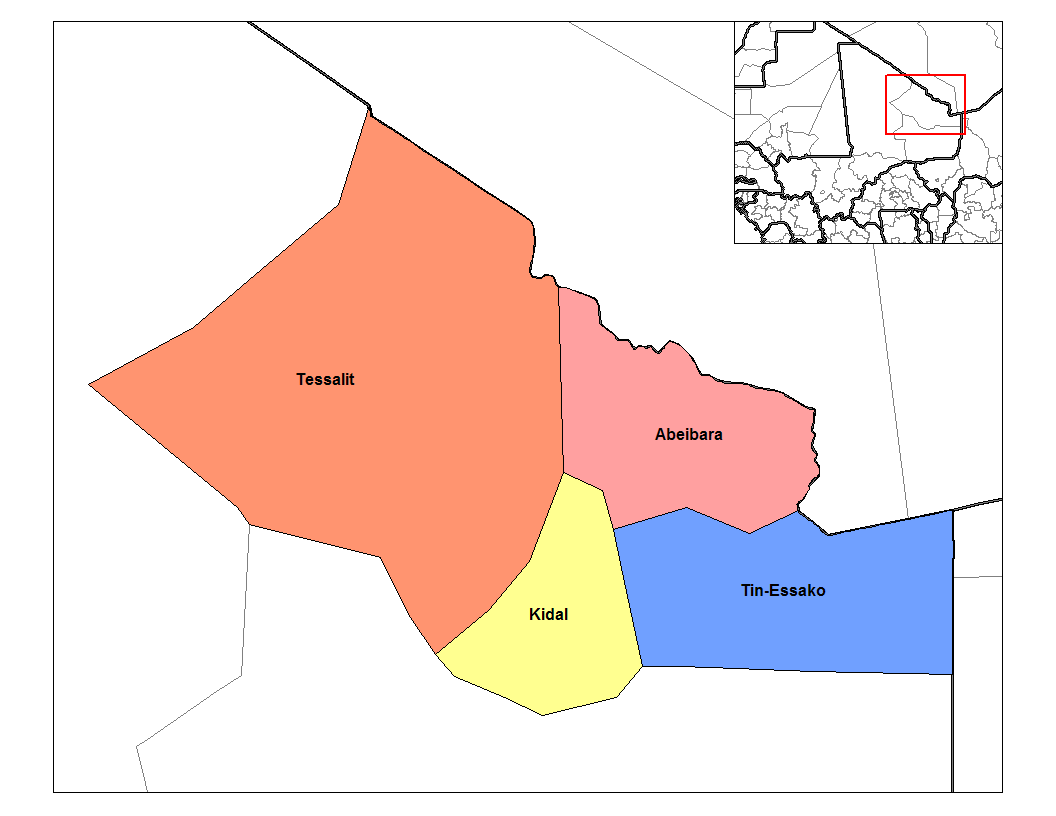
Cercles of Kidal régió kerületei

- Abeibara kerület
- Kidal kerület
- Tessalit kerület
- Tin-Essako kerület

## Koulikoro régió

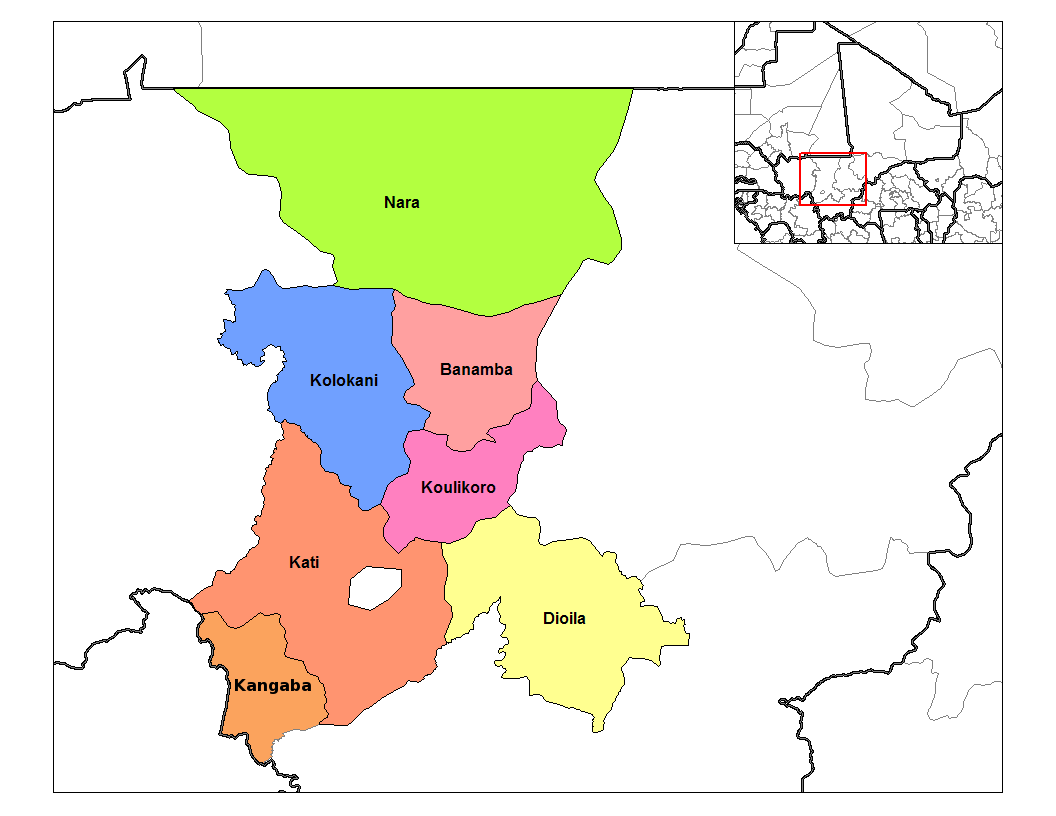
Koulikoro régió kerületei

- Banamba kerület
- Dioila kerület
- Kangaba kerület
- Koulikoro kerület
- Kolokani kerület
- Kati kerület
- Nara kerület

## Mopti régió

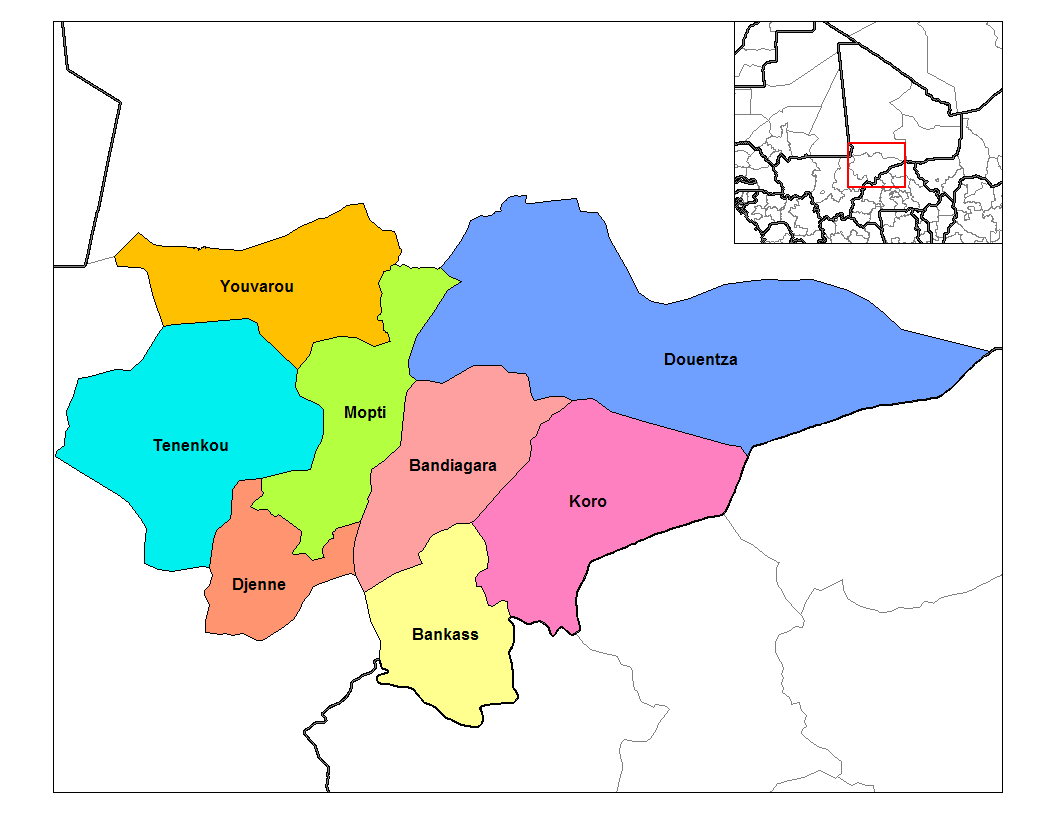
Mopti régió kerületei

- Bandiagara kerület
- Bankass kerület
- Djenné kerület
- Douentza kerület
- Koro kerület
- Mopti kerület
- Tenenkou kerület
- Youwarou kerület

## Ségou régió

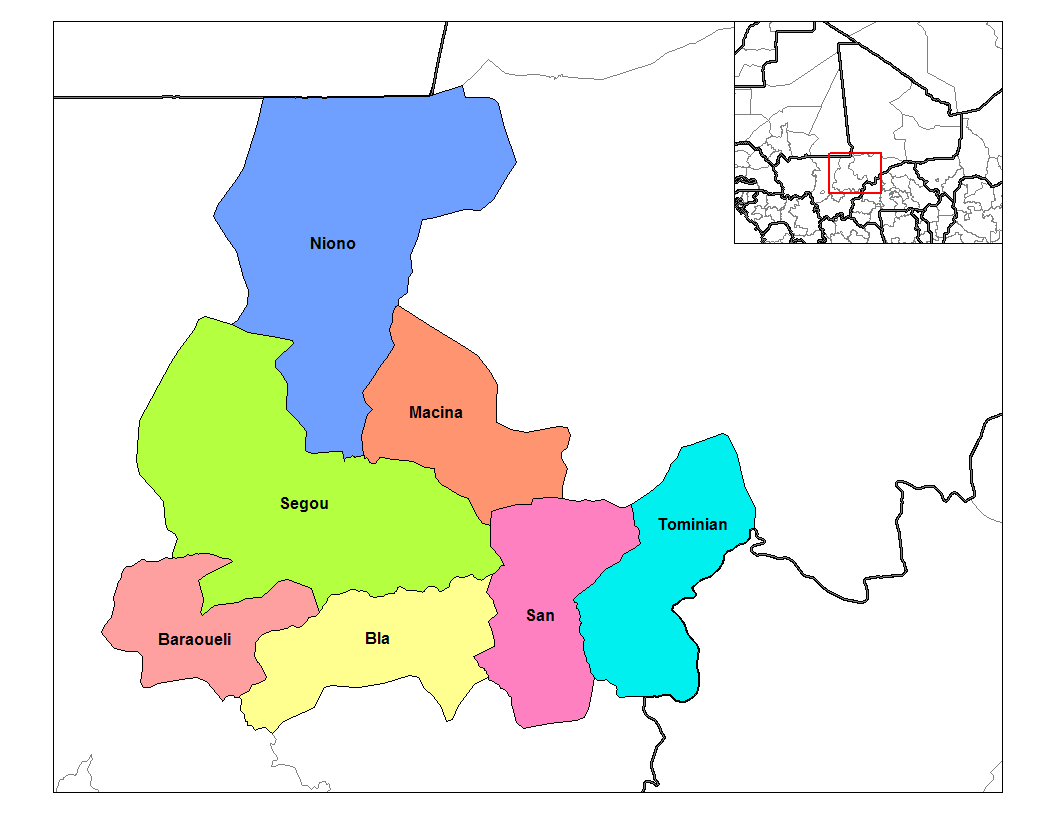
Segou régió kerületei

- Bla kerület
- Barouéli kerület
- Macina kerület
- Niono kerület
- Ségou kerület
- San kerület
- Tominian kerület

## Sikasso régió

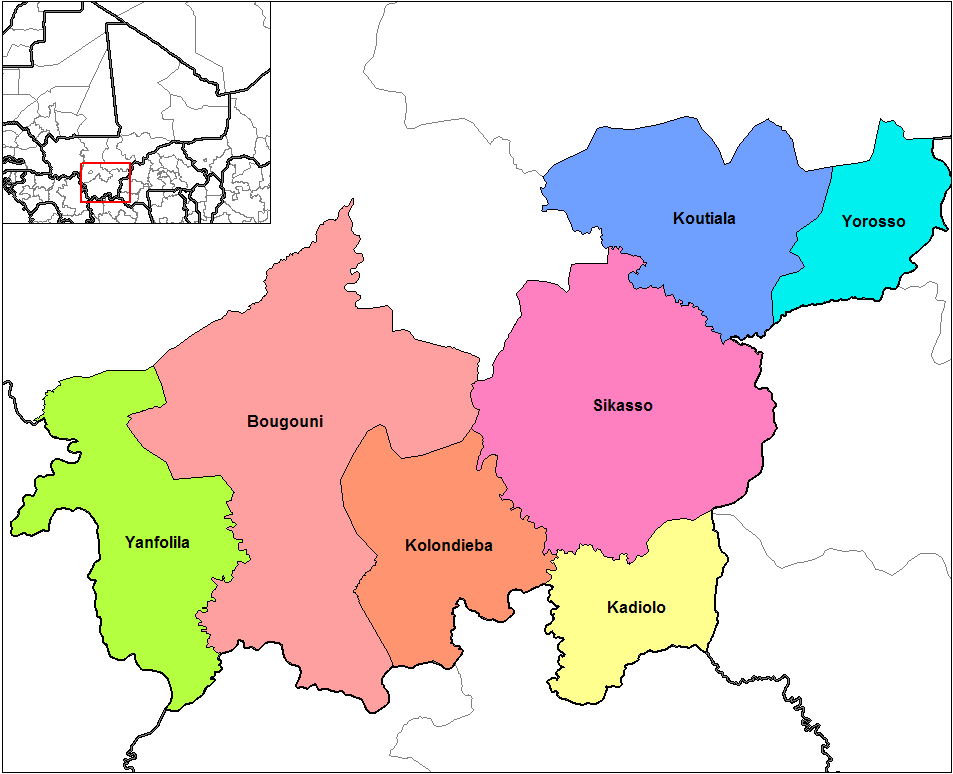
Sikasso régió kerületei

- Bougouni kerület
- Kolondieba kerület
- Kadiolo kerület
- Koutiala kerület
- Sikasso kerület
- Yanfolila kerület
- Yorosso kerület

## Tombuctu régió

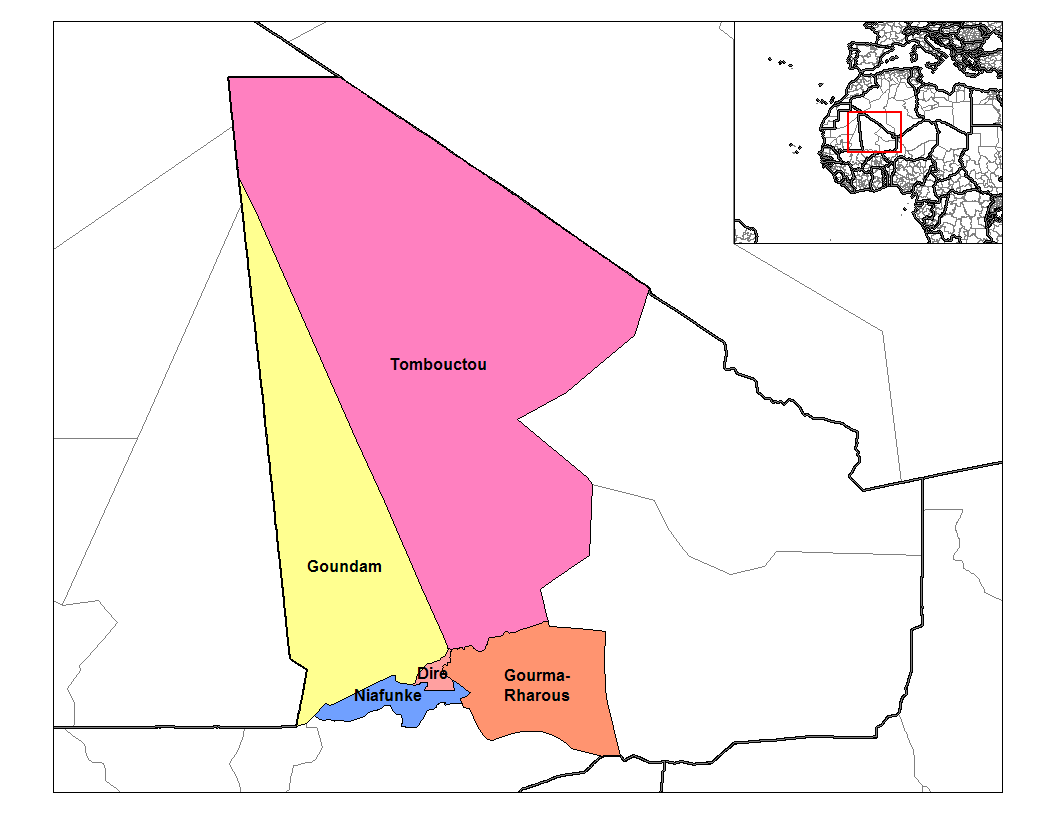
Tombuctu régió kerületei

- Diré kerület
- Goundam kerület
- Gourma-Rharous kerület
- Niafunke kerület
- Timbuktu kerület

## Fordítás
Ez a szócikk részben vagy egészben  a   Cercles of Mali című angol Wikipédia-szócikk ezen változatának fordításán alapul.  Az eredeti cikk szerkesztőit annak laptörténete sorolja fel. Ez a jelzés csupán a megfogalmazás eredetét és a szerzői jogokat jelzi, nem szolgál a cikkben szereplő információk forrásmegjelöléseként.